# Heinrich von Gundelfingen (Abt)
Heinrich von Gundelfingen (* vor 1383; † März 1429) war von 1411 bis 1418, als er resignierte, Abt des Benediktinerklosters St. Gallen. Er war der Grossvater von Heinrich von Gundelfingen.

## Leben
Heinrich war ein Nachkomme desselben Geschlechts wie der frühere Abt von St. Gallen Konrad von Gundelfingen (1288–1291). Die erste Erwähnung Heinrichs als Mönch in St. Gallen findet sich bei der Wahl seines Vorgängers. Dreimal mehr vor seiner Wahl zum Abt ist Heinrich urkundlich fassbar: 1383, 1395 und 1410 als Klosterherr. Ab 1392 wurde er im Amt des Werkdekans aufgeführt, ab 1401 als Pförtner. Er dürfte weder Bildung noch Priesterweihe besessen haben. Als einer von zwei Konventualen, die nach dem Tod des Abts Kuno von Stoffeln im Kloster verblieben, wurde er auf Drängen der Stadt St. Gallen Abt des Klosters, das lediglich aus handels- und wirtschaftspolitischen Gründen am Bestehen gehalten wurde. Der andere Konventuale, Georg von Enne, erhielt die restlichen Klosterämter.

## Wirken
1411 nahm Heinrich in St. Gallen die Huldigung entgegen. Die Stadt suchte am 6. Januar 1412 bei Papst Johannes XXIII. um die Bestätigung des neuen Abtes nach und schilderte in demselben Schreiben sogleich den miserablen Zustand des Klosters. Der Papst beauftragte daraufhin am 28. März 1412 den Bischof von Augsburg, den Offizial von Basel und den Cantor von St. Felix und Regula, das Kloster in seinen Rechten und Gütern zu schützen. Am 5. Dezember 1414 nahm er es gar unter den eigenen Schutz und bestätigte ihm seine Rechte.
Kaiser Sigmund stellte Heinrich am 24. Oktober 1413 eine Privilegienbestätigung und Regalienverleihung aus. Im selben Jahr bestätigte der Abt seinerseits, wie es die Form vorsah, den Städten St. Gallen, Wil und Wangen ihre Rechte.
Ein Streit zwischen dem Kloster und den Appenzellern, der in der Regierungszeit seines Vorgängers begonnen und im Appenzellerkrieg, bei dem das Kloster unterlegen war, gegipfelt hatte, kam 1412 vor die eidgenössische Tagsatzung, doch die Verhandlungen blieben ergebnislos.
Im Jahr 1417 dann fanden mehrere Visitationen im Kloster statt. Alle stellten sie fest, dass das Kloster stark reformbedürftig war. In der Folge wurde Abt Heinrich abgesetzt und an seiner statt am 9. Mai 1418 Konrad von Pegau zum neuen Abt ernannt. Eine letzte urkundliche Erwähnung Heinrichs als Abt findet sich am 23. Juni 1418.
Durch eine Übereinkunft mit Abt Heinrich von Mansdorf erhielt Heinrich von Gundelfingen am 21. August 1419 ein Leibgedinge von 200 Gulden. Nachdem dieser gestorben war, wurde Heinrich als einziger Konventuale wiederum Pfleger und Statthalter des Klosters.